# I nibelunghi
I nibelunghi (Die Nibelungen) è una serie cinematografica composta da due film epico-fantastici muti diretti dal regista austriaco Fritz Lang nel 1924:
- I Nibelunghi: Sigfrido, conosciuto anche come I Nibelunghi: la morte di Sigfrido (Die Nibelungen: Siegfried)
- I Nibelunghi: la vendetta di Crimilde (Die Nibelungen: Kriemhilds Rache).

I film rappresentano rispettivamente due diverse popolazioni, i Burgundi (poi Nibelunghi) e gli Unni. Le scenografie e le scelte registiche riflettono le differenze tra i due popoli e fanno sì che i due film siano fortemente differenti in stile.

## Struttura
L'opera reca la dedica "Al popolo tedesco" ed è suddivisa in due parti, ciascuna ripartita in sette canti.

### Parte Prima:I Nibelunghi: la morte di Sigfrido
Primo Canto: come Sigfrido uccise il drago
Secondo Canto: come Volker cantò la canzone di Sigfrido a Crimilde e come Sigfrido giunse a Worms
Terzo Canto: come Sigfrido sconfisse Brunilde per Gunther
Quarto Canto: come Brunilde si recò prigioniera a Worms e come venne celebrato il doppio matrimonio
Quinto Canto: come a metà anno giunse a Worms in regalo alla sposa di Sigfrido il tesoro dei Nibelunghi, e come le due regine litigarono
Sesto Canto: come Gunther ruppe il patto di fedeltà con Sigfrido
Settimo Canto: come Crimilde giurò vendetta contro Hagen di Tronje

### Trama
Sigfrido, il figlio del re Sigismondo, sovrano dei Nibelunghi, s'innamora perdutamente di Crimilde, la bellissima sorella di Gunther, re dei Burgundi. Durante il viaggio Sigfrido dovrà affrontare molte prove, prima di arrivare da lei: ucciderà il nano Alberico, guardiano del grande tesoro del popolo dei Nibelunghi, e anche un feroce drago.
Come ultima prova, il re Gunther gli chiede la sua collaborazione per sconfiggere Brunilde, regina dell'Islanda, affinché possa chiederle la mano.
Sigfrido, con l'elmo (Tarhelm) che rende invisibili, affianca Gunther nella lotta per vincere la guerriera, ma commette un grosso errore riferendo il trucco a Crimilde che lo rivela a Brunilde, in seguito ad una lite, permettendo così che quest'ultima faccia uccidere Sigfrido per mano di un fedele di Gunther: Hagen.

### Parte Seconda:I Nibelunghi: la vendetta di Crimilde
Primo canto: come Crimilde pianse Sigfrido, e come, per mezzo del margravio Rüdiger von Bechlarn, re Etzel chiese la sua mano
Secondo Canto: come Crimilde lasciò il suo paese d'origine e come fu ricevuta dal re Etzel
Terzo Canto: come il re Etzel assediò Roma e Crimilde invitò i suoi fratelli a palazzo
Quarto Canto: come Crimilde ricevette i fratelli
Quinto Canto: come gli Unni celebrarono insieme con i Nibelunghi il solstizio d'estate
Sesto Canto: la sofferenza dei Nibelunghi
Settimo Canto: la fine dei Nibelunghi

### Trama
Dopo la morte dell'amato Sigfrido, Crimilde fugge dal suo paese in Oriente, dove si reca da Attila, re degli Unni, per sposarlo e lo prega di invitare i Burgundi alla sua corte per mettere in atto la sua vendetta. Il suo obiettivo è Hagen: durante una festa trasformata in orgia, gli unni e i burgundi da allegri diventano violenti e arrivano ad usare le mani, facendo nascere un profondo odio l'uno per l'altro.
Crimilde riesce ad uccidere Hagen usando la spada di Sigfrido, ma successivamente verrà a sua volta uccisa da Ildebrando per aver provocato la rovina per gli Unni.

## Produzione

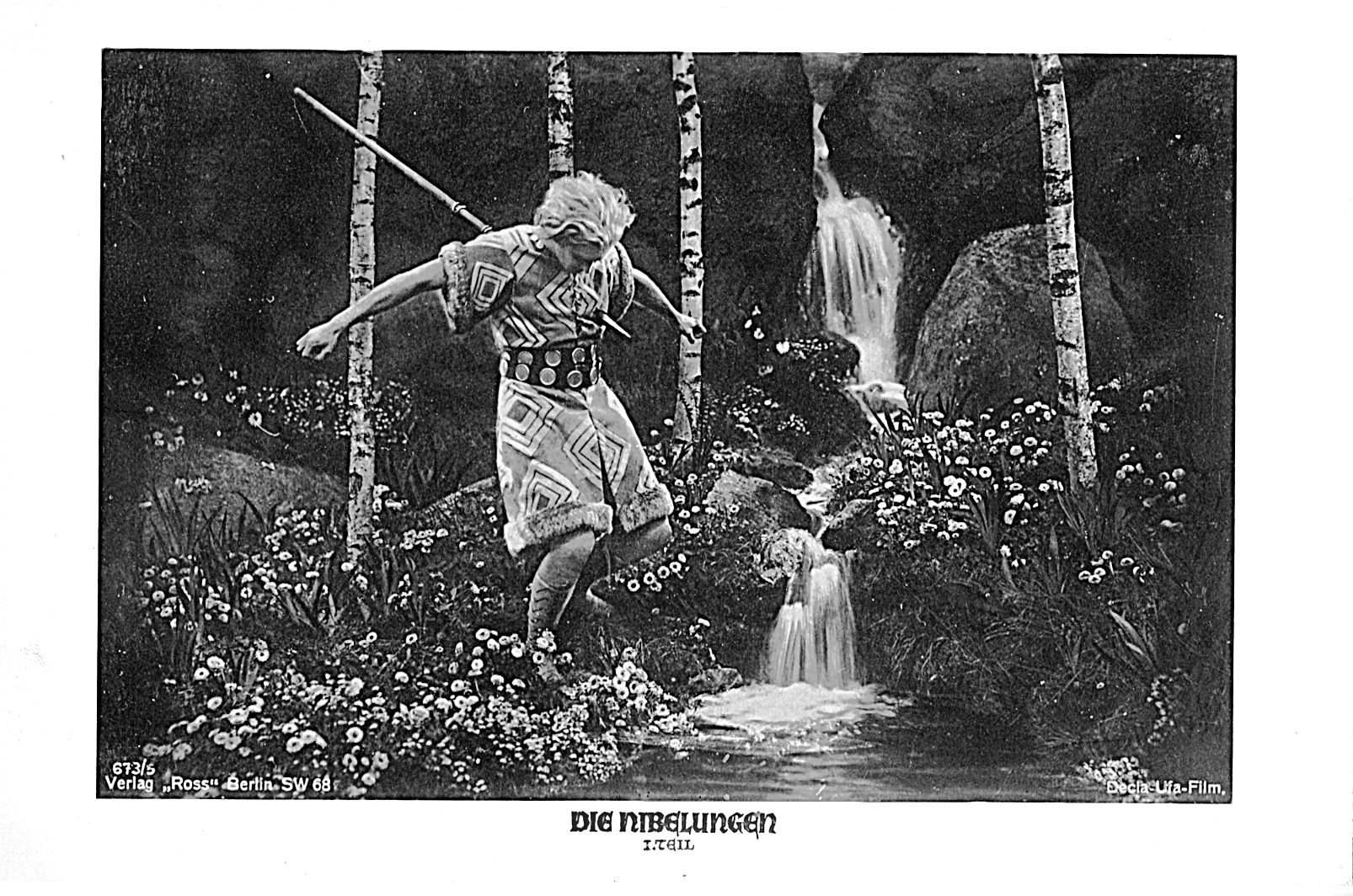
Poster della parte La morte di Sigfrido

I film furono prodotti dall'UFA e finanziati dal ministro degli Esteri Gustav Stresemann.

### Soggetto
Scritti assieme alla moglie Thea von Harbou, i film si ispirano al poema epico La canzone dei Nibelunghi, composto attorno al 1200, ignorando la versione di Richard Wagner, che con i suoi quattro drammi musicali de L'anello del Nibelungo rese famosa la saga. Riferimenti si riconoscono anche agli antichi carmi nordici dell'Edda.
Il film ebbe dei costi enormi.

### Scenografia
«Scaloni monumentali, cattedrali in cemento, prati brumosi disseminati di margheritine artificiali, foreste dagli enormi tronchi di cartapesta, castelli e fortezze in miniatura, grotte anch'esse di cartapesta, draghi meccanici, tutte quelle enormi costruzioni per metà merovingie e per metà cubiste, presero vita grazie a Otto Hunte, Eric Kettelhut, Carl Vollbrecht, scenografi abituali di Lang».

### Riprese
Lang impiegò quasi due anni per la progettazione del film; le riprese cominciarono nell'autunno 1923 e durarono nove mesi.
Il film fu girato negli studi dell'UFA di Tempelhof, Neubabelsberg e Staaken, i più grandi allora in Europa, e negli spazi intorno ad essi. Lang poté riprendere in esterni la neve vera, un lago del parco ghiacciato durante l'inverno e in primavera un prato fiorito di fiori veri. (Lotte)

### Effetti speciali
Complessa fu la realizzazione degli effetti speciali dovuti alla bravura degli operatori Gunther Rittau e Carl Hoffmann:
- l'arcobaleno fu disegnato su fondo nero e sovrimpresso
- l'aurora boreale fu realizzata usando riflettori e uno specchio in movimento
- la pietrificazione dei nani venne rappresentata in divenire, i volti restano vivi prima di irrigidirsi; Gunther Rittau ottenne questo effetto con una sovrimpressione graduale dal basso verso l'alto dell'inquadratura direttamente dentro la cinepresa, contando il metraggio e i fotogrammi, perché il cinema tedesco allora non aveva ancora una sezione per gli effetti speciali
- l'animazione del drago è data da un meccanismo che gli dava i giusti movimenti di un animale vivo
- il sogno del falco dilaniato da due aquile, presagio funesto che turba Crimilde, fu realizzato da Lang con la consulenza di Walter Ruttman, affermato regista sperimentale.[3]

## Distribuzione
La prima parte del film fu distribuita in versioni di varie durate: in Germania uscì una versione di 97 minuti, tra cui anche quella integrale restaurata di 143 minuti. Negli Stati Uniti la versione originale di 6792 metri fu ridotta, più volte modificata e sonorizzata con la musica di Wagner diretta da Hugo Reisenfeld.
La seconda parte del film uscì poco dopo La morte di Sigfrido in due versioni: la prima della durata di 133 minuti (cinematografica) e la seconda di 148 minuti (integrale).

### Prima
La prima parte, con il sottotitolo Ein Deutsches Heidenlied (Un'epopea tedesca) fu proiettata il 14 febbraio 1924, la seconda, due mesi dopo, il 26 aprile 1924, entrambe al Ufa-Palast am Zoo di Berlino.

### Accoglienza
La prima parte del film, distribuita a livello internazionale, ottenne un immediato, caloroso successo.
La seconda parte commercialmente fu meno fortunata: a Mosca il film fu lodato, mentre aspre critiche ne accolsero la proiezione a Londra.
Ciò indusse l'UFA nel 1933 a sonorizzare solo la prima parte.

### Critica
Questo grande architetto del cinema manovrò attori e comparse come elementi animati di una maestosa composizione decorativa; l'uomo venne completamente subordinato alla plasticità delle forme.[…] Il film diventava disegno, anzi scultura e architettura animate»
(Georges Sadoul)
(Alessandro Cappabianca e Michele Mancini)
(Paolo Mereghetti)

### Lang racconta a Peter Bogdanovich

#### Simbolismo
«In Germania usavamo molto i simboli. Un simbolo deve spiegare qualcosa. Per esempio ne I Nibelunghi i due amanti sono seduti sotto una pianta in fiore - e ci sono molti, molti fiori. (Non dimentichi che ogni tedesco conosce la saga dei Nibelunghi così come ogni bambino negli Stati Uniti conosce la fine di Custer. Gli amanti sono condannati - lo sanno tutti). E così, dopo che se ne sono andati dal giardino, lei guarda l'albero dalla finestra, e improvvisamente vede questi fiori dissolversi e comparire un teschio. Questo è un simbolo per mostrare il pericolo incombente, un oscuro presagio».

### Mito e tragedia
Kevin Thomas: «Dall'inizio alla fine i film possiedono uno stile, una ineluttabilità da tragedia greca; ma il loro impatto emotivo deriva non tanto da una identificazione specifica con questi personaggi astratti, quanto dal fatto che diventano l'incarnazione di una leggenda avvincente, di risonanza profondamente mitica.
In questo le due opere ricordano gli spettacoli storici giapponesi in più parti, con i loro terrorizzanti eroi samurai».

### Stilizzazione
Henry Angel:
«Lang pone con una forza eccezionale l'equazione fra i tre elementi, scenografia, luce e massa umana. I Nibelunghi così come Destino e Metropolis, sono caratterizzati da una stilizzazione quasi inumana del reale. Questa volontà di stilizzare Lang riesce ad ottenerla girando tutte le scene in studio; in tal modo giunge ad eliminare qualsiasi contingenza e ad ottenere una qualità di austerità apparentemente un po' glaciale».

## Differenze fra le due parti

### La morte di Sigfrido
Costretto dal soggetto a comporre ampi affreschi, Lang ricorre al monumentale. Immense architetture offrono uno sfondo ideale alla potente statura di questi eroi da epopea.
La rigidità grandiosa di quest'architettura è animata dalla varietà dell'illuminazione.
Lang compone inquadrature attente alla simmetria e al contrappunto, i personaggi si distribuiscono all'interno del paesaggio secondo schemi ornamentali, il corpo umano è trattato come elemento scenografico. Alcuni esempi:
- ai lati del massiccio portale che custodisce il tesoro dei Nibelunghi, stanno ritti due personaggi di alta statura – Crimilde e Hagen;
- Hagen spia l'arrivo di Crimilde seduto immobile, come una statua, la spada appoggiata di traverso sulle ginocchia;
- Brunilde, ritta fra le rocce, scruta il corteo degli eroi come una sagoma obliqua sul cielo grigio;
- le figure gemelle di Sigfrido e Gunther compiono il rito della fraternità del sangue, affiancati simmetricamente dai due fratelli del re e dai due compagni d'arme di Sigfrido;
- i suonatori di corno spiccano contro il cielo e assumono lo stesso valore architettonico del ponte levatoio;
- le ancelle di Crimilde fanno cerchio intorno a lei davanti al sepolcro di Sigfrido: "le loro linee flessuose sposano le curve della volta a emiciclo perfetto come un'abside ornata da mosaici preziosi";
- Brunilde si incammina su un pontile formato da scudi innalzati orizzontalmente da due schiere di guerrieri in piedi nell'acqua: i loro elmi non sono che l'orlo di questa passerella improvvisata; altri guerrieri appaiono sulla riva, le loro sagome formano una specie di cancellata.[10]

### La vendetta di Crimilde
Come nota Lotte H. Eisner ne Lo schermo demoniaco, la staticità, la solennità, la monumentalità, la lentezza epica, l'idillio melanconico, che contraddistinguono la prima parte, La morte di Sigfrido, riemergono solo sporadicamente nella seconda, La vendetta di Crimilde, come "lontana eco di una grandezza perduta, ormai irraggiungibile".
Il ritmo risulta accelerato, veemente, frenetico, quasi a rappresentare la forza travolgente del destino che sta condannando alla rovina e alla distruzione i responsabili della morte di Sigfrido.
L'"ornamentale" cede il posto a un "pittoresco cangiante". Gli Unni cedono il posto ai Burgundi: «... non camminano mai eretti, mai alzano il viso verso il cielo col fiero orgoglio degli eroi germanici: si arrampicano, come rettili viscidi oppure saltellano, il corpo spezzato in due in una sorta di strana posizione rannicchiata, le gambe storte a metà piegate».
E una lotta mortale senza scampo si scatena: «Cavalli, criniera al vento, galoppano a tutta velocità attraverso le vaste steppe; caverne spalancate rodono il suolo scoprendo alla luce la strabordante vita sotterranea, demoni si agitano ferocemente sul sentiero di guerra in una sarabanda cannibalesca. Ovunque insidie, ovunque la distruzione, la fellonia; una ferocia senza nome esplode ad ogni passo, l'odore del sangue sale nell'aria aspra, armi si urtano in nuvole di polvere e colonne di fumo si avvolgono come grossi serpenti intorno ai rari sopravvissuti per soffocarli».
Francesco Bono riprendendo l'analisi di Lotte H.Eisner aggiunge:

### Restauro
Il film fu oggetto di due restauri:
- «Il film "I Nibelunghi" fu "ricomposto" nella sua integrità nel 1986, dopo il ritrovamento all'Accademia del cinema di Mosca di alcune sue parti. Fu restaurato dal Museo cinematografico di Monaco, diretto da Enno Patalas, sia per quanto riguarda la parte cinematografica sia per l'originale partitura musicale d'accompagnamento di Gottfried Huppertz, ritrovata casualmente in un baule del granaio della vedova del compositore.»[13]
- Il secondo restauro, ad opera della Fondazione Friedrich Wilhelm Murnau, completato dopo quattro anni di lavoro nel 2010 e costato 750 000 euro rappresenta il progetto di restauro più ampio e costoso della Fondazione che cura il patrimonio del cinema tedesco.[14] La nuova versione della durata di cinque ore fu presentata il 27 aprile 2010, 86 anni dopo la sua prima rappresentazione, presso il Deutsche Oper di Berlino. Il restauro della Fondazione Murnau è diversa dalla versione di Monaco di Baviera: è stato reintrodotto il viraggio arancio e la qualità dell'immagine è molto migliore. A differenza di Metropolis (1927/2010) non è stata utilizzata una tecnologia digitale ma un restauro tradizionale fotochimico. La colorazione è stata fatta col procedimento originale del muto.